# Liste de fortifications en Autriche
Liste de fortifications en Autriche.
- Festung Hohensalzburg à Salzbourg.
- Festung Hohenwerfen à Pongau/Salzbourg.
- Festung Kufstein au Tyrol.
- Festung Wien (disparue).
- Burg Hochosterwitz en Carinthie.
- Ligne du Danube.